# 空軍/エア・フォース
『空軍/エア・フォース』（Air Force）は、ハワード・ホークス監督による1943年のアメリカ合衆国の戦争映画である。

## キャスト
- ジョン・リッジリー（英語版）
- ギグ・ヤング
- アーサー・ケネディ
- チャールズ・ドレイク（英語版）
- ハリー・ケリー
- ジョージ・トビアス（英語版）
- ウォード・ウッド
- レイ・モンゴメリー
- ジョン・ガーフィールド
- ジェームズ・ブラウン（英語版）
- スタンリー・リッジス（英語版）
- ウィラード・ロバートソン（英語版）
- モローニ・オルセン（英語版）
- エドワード・ブロフィー（英語版）
- リチャード・レイン
- フェイ・エマーソン（英語版）
- アディソン・リチャーズ（英語版）
- ジェームズ・フレイヴィン（英語版）

## 受賞とノミネート
| 賞           | 部門           | 候補者                                                                        | 結果       |
| ------------ | -------------- | ----------------------------------------------------------------------------- | ---------- |
| アカデミー賞 | 脚本賞         | ダドリー・ニコルズ                                                            | ノミネート |
| アカデミー賞 | 撮影賞（白黒） | チャールズ・マーシャル、ジェームズ・ウォン・ハウ、エルマー・ダイヤー          | ノミネート |
| アカデミー賞 | 編集賞         | ジョージ・アーミー                                                            | ノミネート |
| アカデミー賞 | 特殊効果賞     | 撮影: ハンス・コーネカンプ、レックス・ウィンピー 音響: ネイサン・レヴィンソン | 受賞       |